# Temporada 1961-62 de los Philadelphia Warriors
La temporada 1961-62 fue la decimosexta de los Philadelphia Warriors en la NBA, y la última en esa ciudad antes de su traslado a San Francisco (California). La temporada regular acabó con 49 victorias y 31 derrotas, acabando en el segundo lugar de la División Este, clasificándose para los playoffs, en los que cayeron en las finales de división ante los Boston Celtics.

## Elecciones en elDraft
| Ronda | Puesto | Jugador        | Posición | Nacionalidad   | Universidad  |
| ----- | ------ | -------------- | -------- | -------------- | ------------ |
| 1     | 7      | Tom Meschery   | Alero    | Estados Unidos | Saint Mary's |
| 2     | 15     | Ted Luckenbill | Alero    | Estados Unidos | Houston      |

## Temporada regular
| División Este           | División Este | División Este | División Este | División Este | División Este | División Este | División Este | División Este |
| Equipo                  | G             | P             | %             | PD            | Casa          | Fuera         | Neutral       | Div           |
| ----------------------- | ------------- | ------------- | ------------- | ------------- | ------------- | ------------- | ------------- | ------------- |
| x-Boston Celtics        | 60            | 20            | .750          | –             | 23–5          | 26–12         | 11–3          | 26–10         |
| x-Philadelphia Warriors | 49            | 31            | .613          | 11            | 18–11         | 19–19         | 12–1          | 18–18         |
| x-Syracuse Nationals    | 41            | 39            | .513          | 19            | 18–10         | 11–19         | 12–10         | 17–19         |
| New York Knicks         | 29            | 51            | .363          | 31            | 19–15         | 2–23          | 8–13          | 11–25         |

## Playoffs

### Semifinales de División
Philadelphia Warriors vs. Syracuse Nationals
| Fecha       | Partido                                           | Ciudad     |
| ----------- | ------------------------------------------------- | ---------- |
| 16 de marzo | Philadelphia Warriors 110, Syracuse Nationals 103 | Filadelfia |
| 18 de marzo | Syracuse Nationals 82, Philadelphia Warriors 97   | Syracuse   |
| 19 de marzo | Philadelphia Warriors 100, Syracuse Nationals 101 | Filadelfia |
| 20 de marzo | Syracuse Nationals 106, Philadelphia Warriors 99  | Syracuse   |
| 22 de marzo | Philadelphia Warriors 121, Syracuse Nationals 104 | Filadelfia |
|             | Philadelphia gana las series 3-2                  |            |

### Finales de División
Boston Celtics vs. Philadelphia Warriors
| Fecha       | Partido                                       | Ciudad     |
| ----------- | --------------------------------------------- | ---------- |
| 24 de marzo | Boston Celtics 117, Philadelphia Warriors 89  | Boston     |
| 27 de marzo | Philadelphia Warriors 113, Boston Celtics 106 | Filadelfia |
| 28 de marzo | Boston Celtics 129, Philadelphia Warriors 114 | Boston     |
| 31 de marzo | Philadelphia Warriors 110, Boston Celtics 106 | Filadelfia |
| 1 de abril  | Boston Celtics 119, Philadelphia Warriors 104 | Boston     |
| 3 de abril  | Philadelphia Warriors 109, Boston Celtics 99  | Filadelfia |
| 5 de abril  | Boston Celtics 109, Philadelphia Warriors 107 | Boston     |
|             | Boston gana las series 4-3                    |            |

## Estadísticas
| Rk | Jugador          | Edad | P  | PT | MP   | TC   | TCI  | %TC  | 3P | 3PI | %3P | TL   | TLI  | %TL  | RO | RD | RT   | AS  | RB | TAP | BP | FP  | PTS  |
| 1  | Wilt Chamberlain | 25   | 80 |    | 48.5 | 20.0 | 39.5 | .506 |    |     |     | 10.4 | 17.0 | .613 |    |    | 25.7 | 2.4 |    |     |    | 1.5 | 50.4 |
| 2  | Paul Arizin      | 33   | 78 |    | 35.7 | 7.8  | 19.1 | .410 |    |     |     | 6.2  | 7.7  | .805 |    |    | 6.8  | 2.6 |    |     |    | 3.9 | 21.9 |
| 3  | Tom Gola         | 29   | 60 |    | 41.0 | 5.4  | 12.8 | .421 |    |     |     | 2.9  | 3.8  | .765 |    |    | 9.8  | 4.9 |    |     |    | 4.5 | 13.7 |
| 4  | Tom Meschery     | 23   | 80 |    | 31.4 | 4.7  | 11.6 | .404 |    |     |     | 2.7  | 3.3  | .824 |    |    | 9.1  | 1.8 |    |     |    | 4.1 | 12.1 |
| 5  | Al Attles        | 25   | 75 |    | 32.9 | 4.6  | 9.7  | .474 |    |     |     | 2.1  | 3.6  | .592 |    |    | 4.7  | 4.4 |    |     |    | 3.7 | 11.3 |
| 6  | Guy Rodgers      | 26   | 80 |    | 33.1 | 3.3  | 9.4  | .356 |    |     |     | 1.5  | 2.3  | .665 |    |    | 4.4  | 8.0 |    |     |    | 3.9 | 8.2  |
| 7  | York Larese      | 23   | 51 |    | 12.7 | 2.2  | 6.0  | .366 |    |     |     | 1.0  | 1.2  | .841 |    |    | 1.4  | 1.7 |    |     |    | 1.9 | 5.4  |
| 8  | Ed Conlin        | 28   | 70 |    | 13.8 | 1.8  | 5.3  | .345 |    |     |     | 0.9  | 1.3  | .742 |    |    | 2.2  | 1.2 |    |     |    | 1.7 | 4.6  |
| 9  | Bob McNeill      | 23   | 21 |    | 10.1 | 1.6  | 3.6  | .447 |    |     |     | 0.9  | 1.0  | .818 |    |    | 1.6  | 2.3 |    |     |    | 1.5 | 4.1  |
| 10 | Frank Radovich   | 23   | 37 |    | 4.7  | 1.0  | 2.5  | .398 |    |     |     | 0.4  | 0.7  | .500 |    |    | 1.4  | 0.1 |    |     |    | 0.7 | 2.4  |
| 11 | Joe Ruklick      | 23   | 46 |    | 6.6  | 1.0  | 3.2  | .327 |    |     |     | 0.3  | 0.6  | .462 |    |    | 1.9  | 0.3 |    |     |    | 1.2 | 2.3  |
| 12 | Ted Luckenbill   | 22   | 67 |    | 5.9  | 0.6  | 1.8  | .358 |    |     |     | 0.7  | 1.1  | .645 |    |    | 1.6  | 0.4 |    |     |    | 1.0 | 2.0  |

## Galardones y récords
| Jugador          | Galardón                                              |
| Wilt Chamberlain | Líder de anotación de la NBA Mejor quinteto de la NBA |